# Auburn (Nebraska)
Auburn – miasto w Stanach Zjednoczonych, w stanie Nebraska, siedziba administracyjna hrabstwa Nemaha.